# جو هيلدبراند
جو هيلدبراند (بالإنجليزية: Joe Hildebrand)‏ هو صحفي أسترالي، ولد في 23 يونيو 1977 في ملبورن في أستراليا.